# Pandanus brassii
Pandanus brassii är en enhjärtbladig växtart som beskrevs av Ugolino Martelli. Pandanus brassii ingår i släktet Pandanus och familjen Pandanaceae. Inga underarter finns listade.